# Anchal Joseph
Anchal Joseph (Nueva Delhi, India; 3 de enero de 1987) es una modelo estadounidense, más conocida por su aparición en el séptimo ciclo del reality show America's Next Top Model (ANTM).

## Inicios y juventud
En 1993 se mudó con su familia a los Estados Unidos. Asistió al Miami Dade College, Homestead (Florida), donde se especializó en la medicina nuclear. Fue portada de la revista Cosmopolitan, apareció en la edición francesa de Vogue y en la revista Zoom International, siendo fotografiada por Bruce Weber.

## Participación en America's Next Top Model
- Datos: Q4752599